# Associação Nacional do Transporte de Cargas e Logística
A Associação Nacional do Transporte de Cargas e Logística (NTC&Logística, ou simplesmente NTC) é uma entidade de classe fundada em 1963 por Orlando Monteiro e sediada em São Paulo, com filial em Brasília, destinada a representar a categoria das empresas transportadoras de carga e de Logística. Originalmente representava apenas os transportadores rodoviários de carga, passando a representar também outros modais e operadores logísticos durante meados da década de 1990. É responsável pela divulgação do índice nacional dos custos do transporte (INCT) calculado pela FIPE, que mensura a variação dos custos do setor de transporte em todo o Brasil. Também concede anualmente o prêmio NTC-Fornecedores do Transporte às empresas responsáveis por prestar os melhores serviços para as empresas de transporte (veículos, suprimentos, etc.), avaliando-os por meio de uma pesquisa de satisfação desenvolvida pelo Datafolha.
Após o Tratado de Assunção a NTC começõu também a operar internacionalmente a nível terrestre em países como a Argentina, a Bolívia, o Chile, o Paraguai, o Peru e o Uruguai.
Vinculadas à NTC&Logística estão também as câmaras técnicas (órgãos auxiliares destinados a ofertas de propostas num determinado segmento) de empresas de transporte da Amazônia (CETAM), de carga aérea (CTA), de transportes de medicamentos (CTMED), de lotação (CTL) e de tarifas e comercialização (CTTC), além das comissões permanentes de Transporte Internacional e de Relações Trabalhistas.
A NTC&Logística também desenvolveu o Transqualit, um conjunto de normas destinadas à normatização do setor de transporte de cargas e logística, em parceria com a Fundação Carlos Alberto Vanzolini e a Associação Brasileira de Normas Técnicas.
Mantém convênio com a Fundação D. Cabral para aplicações do programa PAEX (Parceiros para a Excelência) pelas empresas de transporte.
É idealizadora da Fenatran, realizada juntamente com a Anfavea e organizada pela Reed Exibitoons Alcântara Machado. Realiza inúmeros eventos especilizados  todo o país, tais como o Seminário Regional Comjovem Convida, as reuniões do Conet-Conferencia Nacional de Estudos de Transportes, Tatifas e Mercado, o Seminário Brasileiro do Transporte Rodoviário de Cargas (em Brasília), o Congresso Nacional do Transporte de Cargas e o Encontro Nacional de Jovens Empresários (Comjovem).
Foi também responsável pelo programa de televisão semanal Brasil Logística e Transportes, transmitido pela Rede Mulher, exibido entre 2003 e 2005.